# Stephen Sanchez
Stephen Christopher Sanchez (El Dorado Hills, 3 novembre 2002) è un cantante statunitense.

## Biografia
Stephen Sanchez è salito alla ribalta col primo album in studio Angel Face, classificatosi al 90º posto della Billboard 200 e al 64º nella Official Albums Chart; il disco, certificato oro dalla Recording Industry Association of America per le oltre 500 000 unità equivalenti, è stato accolto positivamente dalla critica specializzata ed è stato promosso da una tournée mondiale. Dal disco è stata estratta la hit internazionale Until I Found You, certificata almeno platino in tredici mercati, tra cui l'Australia (settuplo platino), il Canada (doppio platino) e gli Stati Uniti d'America (quadruplo platino). Il brano è stato inoltre candidato sia per un Billboard Music Award che per un MTV Video Music Award.
Stephen Sanchez è stato in lizza per svariati riconoscimenti, tra cui un E! People's Choice Award e un iHeartRadio Music Award.

## Discografia

### Album in studio
- 2023 – Angel Face

### EP
- 2021 – What Was, Not Now
- 2022 – Easy on My Eyes

### Singoli
- 2020 – Lady by the Sea
- 2021 – Kayla
- 2021 – Until I Found You
- 2022 – Missing You (con Ashe)
- 2023 – Evangeline
- 2023 – Only Girl
- 2024 – Baby Blue Bathing Suit
- 2024 – Silver Bells